# Isodictya obliquidens
Isodictya obliquidens är en svampdjursart som först beskrevs av Jörn Hentschel 1914.  Isodictya obliquidens ingår i släktet Isodictya och familjen Isodictyidae. Inga underarter finns listade i Catalogue of Life.